# Шлаге, Вилли
Вилли Шлаге (нем. Willi Schlage, 24 декабря 1888, Берлин — 5 мая 1940, там же) — немецкий шахматист и тренер. Участник международных соревнований, двукратный чемпион Берлина. Страховой агент по профессии.
С 1935 года был главным тренером Германской шахматной федерации. Участвовал в подготовке сборной Германии к неофициальной олимпиаде 1936 г. (вместе с А. А. Алехиным и Е. Д. Боголюбовым). Во время юношеской шахматной недели (Фюрстенвальде, август 1939 г.) работал с перспективными немецкими шахматистами, в числе которых были К. Юнге, В. Унцикер, Э. Келлер.
Также занимался распространением шахмат в Африке. В 1984 году в Мали вышла шахматная почтовая марка, посвящённая его памяти (при этом в надписи на марке он назван гроссмейстером). В начале 1989 года  в Сенегале, Замбии, Зимбабве и Танзании были проведены турниры, посвящённые столетию со дня рождения Шлаге.
Партия, выигранная Шлаге у Рёша в гамбургском турнире 1910 года, была использована С. Кубриком в фильме «Космическая одиссея 2001 года» (эпизод, когда астронавт проигрывает компьютеру в 15 ходов).
Участвовал в I Мировой войне, был тяжело ранен, долгое время лежал в госпитале.
Умер от инсульта. Похоронен на кладбище Санкт-Томас в Нойкёльне.

## Спортивные результаты
| Год  | Город         | Соревнование                                                 | + | − | = | Результат | Место |
| ---- | ------------- | ------------------------------------------------------------ | - | - | - | --------- | ----- |
| 1910 | Гамбург       | 17-й конгресс Германского шахматного союза (побочный турнир) |   |   |   |           | 1     |
| 1913 | Берлин        | Матч Берлин — Прага (против А. Покорного)                    | 0 | 1 | 1 | ½ из 2    |       |
| 1920 |               | Матч Берлин — Нидерланды по телеграфу (против Линсхотена)    |   |   |   |           |       |
|      | Берлин        | Турнир немецких мастеров                                     |   |   |   |           |       |
| 1921 | Берлин        | Чемпионат Берлина                                            |   |   |   |           | 1     |
|      | Гамбург       | 21-й конгресс Германского шахматного союза                   | 6 | 3 | 2 | 7 из 11   | 3     |
| 1922 | Берлин        | Матч Германия — Нидерланды (против Ж. Давидсона)             | 1 | 0 | 1 | 1½ из 2   |       |
|      | Берлин        | Матч Германия — Швеция (против К. Берндтссона)               | 1 | 1 | 0 | 1 из 2    |       |
|      | Берлин        | Чемпионат Берлина                                            |   |   |   |           | 1     |
|      | Бад-Эйнхаузен | 22-й конгресс Германского шахматного союза                   | 5 | 3 | 3 | 6½ из 11  | 3—5   |
| 1926 | Берлин        | Чемпионат Берлина                                            |   |   |   |           | 1     |
| 1928 | Берлин        | Международный турнир (турнир шахматного общества)            |   |   |   |           | 11—13 |
| 1930 | Берлин        | Турнир немецких мастеров                                     |   |   |   |           | 5—7   |
| 1932 | Берлин        | Чемпионат Берлина                                            | 3 | 4 | 4 | 5 из 11   | 7—8   |
|      | Свинемюнде    | Международный турнир                                         | 3 | 5 | 1 | 3½ из 9   | 8—9   |
| 1933 | Берлин        | Чемпионат Берлина                                            | 4 | 4 | 3 | 5½ из 11  | 6—7   |
| 1935 | Аахен         | 3-й чемпионат Германии                                       | 3 | 6 | 5 | 5½ из 14  | 11—13 |
| 1937 | Берлин        | Международный турнир (побочный турнир шахматного общества)   | 3 | 2 | 2 | 4 из 7    | 3—4   |
| 1938 | Крефельд      | Турнир немецких мастеров                                     | 3 | 2 | 6 | 6 из 11   | 4—7   |